# Le Cinéma (album)
Albums de Claude Nougaro
Il y avait une ville
(1959) Je suis sous...
(1964)
Le Cinéma est le titre donné aujourd'hui à un 33 tours 25 cm de Claude Nougaro initialement paru sans titre en 1962.

## Autour de l'album
- Référence originale : Philips B 76.559 R

Singles :
- Septembre 1962, Super 45 tours (référence Philips 432.809 BE) : Une petite fille, Le Cinéma, Le Jazz et la Java, Les Don Juan.
- Janvier 1963, Super 45 tours (référence Philips 432 848 BE) : Allez-y les bergères (Ou), La Chanson, Le Rouge et le Noir, Le Paradis.
- 1963, Super 45 tours (référence Philips 432 895 BE) : Cécile, ma fille, L'Église, Les Mines de charbon, Ma fleur.

À propos du titre Où :
- La chanson sur la pochette originale du 25 cm a pour titre Ou[1]
- Son titre change sur le Super 45 tours sur lequel la chanson est nommée Allez-y les bergères (Ou)[2].
- Enfin, sur le disque de compilation de 1964 Les grands auteurs & compositeurs interprètes le titre devient Ou (Allez-y les bergères) [3].

Claude Nougaro est accompagné, pour l'enregistrement, par Michel Legrand et son ensemble.

## Titres
| 1. | Le Cinéma                               | Claude Nougaro | Michel Legrand                                             | 2:57 |
| 2. | Les Don Juan                            | Claude Nougaro | Michel Legrand                                             | 3:19 |
| 3. | Une petite fille                        | Claude Nougaro | Jacques Datin                                              | 2:09 |
| 4. | Le Jazz et la Java (Three to Get Ready) | Claude Nougaro | Dave Brubeck, arr. Jacques Datin d'après un thème de Haydn | 2:25 |
| 5. | Ou                                      | Claude Nougaro | Michel Legrand                                             | 2:40 |
| 6. | La Chanson                              | Claude Nougaro | Michel Legrand                                             | 1:44 |
| 7. | Le Paradis                              | Claude Nougaro | Michel Legrand                                             | 2:36 |
| 8. | Le Rouge et le Noir                     | Claude Nougaro | Michel Legrand                                             | 2:14 |
| 9. | Tout feu tout femme                     | Claude Nougaro | Michel Legrand                                             | 2:05 |